# Кринична вулиця (Київ, Солом'янський район)
Крини́чна ву́лиця — вулиця у Солом'янському районі міста Києва, місцевість Совки. Пролягає від Сигнальної вулиці (двічі, утворюючи півколо).
Прилучається вулиця Каменярів.

## Історія
Виникла у середині ХХ століття (на межі 1940—50-х років) під назвою 167-а Нова. Сучасна назва — з 1953 року. У 1980-х роках до вулиці було приєднано невеликий Криничний провулок, після чого вулиця набула сучасного вигляду.